# Wacław Starzyński
Wacław Starzyński (8 de outubro de 1910 — 20 de agosto de 1976) foi um ciclista de estrada polonês. Competiu representando seu país, Polônia, nos Jogos Olímpicos de Verão de 1936 em Berlim.